# Droit kirghize
Le droit kirghize est l'ensemble des normes constitutionnelles et législatives s'appliquant au Kirghizistan.

## Sources du droit

### Constitution
La Constitution est la loi suprême du Kirghizistan.

### Droit international
Les traités internationaux entrés en vigueur conformément à la Constitution ainsi que les normes et principes universellement reconnus de droit international font partie du système légal kirghize. La Constitution précise que les traités concernant les droits de l'homme ont une action directe et priment sur les autres traités internationaux.

### Législation
Le pouvoir législatif est confié au Zhogorku Kengesh, le Parlement kirghize. L'initiative législative est confiée à 10 000 citoyens, un député ou au gouvernement.

## Sources

## Compléments